# Cayo Granma
Cayo Granma är en ö i Kuba.   Den ligger i provinsen Provincia de Santiago de Cuba, i den sydöstra delen av landet, 800 km sydost om huvudstaden Havanna. Arean är 0,10 kvadratkilometer.
Terrängen på Cayo Granma är mycket platt. Öns högsta punkt är 13 meter över havet.